# Almonte (California)
Almonte es un área no incorporada ubicada en el condado de Marin en el estado estadounidense de California.

## Geografía
Almonte se encuentra ubicada en las coordenadas 37°53′24″N 122°31′30″O / 37.89000, -122.52500.